# Данзан Тундутов
Данзан Давидович Тундутов (1888 рік Російська імперія — 7 серпня 1923, Москва, СРСР) — калмицький князь — нойон з роду чорос, правнук Джамба-тайши Тундутова, учасник Першої світової війни, отаман Астраханського козацького війська і перший командир Астраханської армії в роки громадянської війни в Росії, перший з калмиків, удостоєний ордена Почесного легіону. Син відомого мецената Церена-Давида Цаджіновіча Тундутова.

## Біографія
Данзан Тундутов народився в 1888 році в родині мецената Церена-Давида Цаджіновіча Тундутова. У 1906 році закінчив Катковський ліцей. У 1908 році — Пажеський корпус, після закінчення якого був випущений корнет ом в Гродненського гусарської лейб-гвардії полк.
Під час Першої світової війни служив ад'ютантом Верховного Головнокомандувача на німецькому фронті. З 1915 року був ад'ютантом командувача Кавказьким фронтом Великого князя Миколи Миколайовича.
6 березня 1917 року Тундутов прибув в Астрахань з Кавказького фронту для участі у з'їзді калмицького народу. 25 — 26 березня 1917 року на першому з'їзді калмицького народу в Астрахані нойон Данзан Тундутов був обраний членом калмицького виконкому (відає справами конярства), головного органу управління калмицьким степом. Відкрито заявляв про свої монархічні симпатії. Був арештований матросами і солдатами-дезертирами за монархічну пропаганду під час з'їзду. Згодом за допомогою калмиків був звільнений.
16 травня 1917 року Данзан Тундутов разом з калмицьким громадським діячем Номто Очіровим за дорученням Центрального комітету по Управлінню калмицьким народом відправився в Петербург, з протестом Тимчасового уряду]] проти триваючого 146 — річного адміністративного поділу калмицького народу, тобто поділу земель колишнього до 1771 року незалежного калмицького ханства між Астраханською губернією, Ставропольською губернією і Областю війська Донського і з пропозицією про утворення автономії калмиків у складі Росії.
У зв'язку з цим Данзан Тундутов агітував калмиків Астраханської і Ставропольської губерній перейти в козацтво за прикладом донських калмиків-козаків, щоб утворити автономне адміністративно-територіальне об'єднання у вигляді калмицького війська, зберегти тим самим свої землі, власність і життя від самозахоплень калмицької землі, грабежів, убивств і насильства.
Тундутов почав переговори про створення калмицького війська з Донським і Астраханським отаманами. Перехід в козацтво був офіційно оформлений 29 вересня 1917 року, на з'їзді калмицького народу у Великому військовому колі. Після створення калмицького козачого війська і входження його на федеративних засадах в Астраханське козаче військо, князь Тундутов був обраний калмиками главою калмицької частини війська і призначений другим помічником військового отамана Астраханського з присвоєнням чину полковника і представником калмиків і астраханських козаків в Південно-Східному союзі козацьких військ, горців Кавказу і вільних народів степів (Південно-Східний союз (ПВС)).
У 1917 році владу в Астраханській губернії захопили більшовики, які створивши незаконні збройні формування (Червону гвардію) з випущених із в'язниць карних злочинців, терористів, екстремістів (анархістів, есерів та ін.) І солдат-дезертирів Кавказького, Німецького фронтів і скасувавши Астраханську губернію, а також Астраханське козаче військо, стали здійснювати грабежі, насильства і самочинно переділяти козацькі і калмицькі землі і власності, проводити терор і репресії щодо цивільного населення Астраханської губернії. Незгодні з даними діями 1200 астраханських козаків (серед них 300 калмиків) на чолі з отаманом Астраханського козачого війська І. А. Бірюкова підняли 12 січня 1918 року повстання і спробували повернути контроль над Астраханню, але в результаті вуличних боїв були змушені залишити місто. Замість арештованого і пізніше розстріляного більшовиками І. А. Бірюкова отаманом Астраханського козачого війська був обраний калмицький нойон Тундутов, який повів залишки повсталих козаків і калмиків через Калмицькі степу на Дон.
У травні 1918 року Тундутов прибув до Грузії у складі делегації Південно-Східного союзу на Батумську конференцію Закавказької федерації і Грузії як отаман Астраханського козачого об'єднаного з калмицьким війська. Після зустрічі з представником німецького уряду на Батумський конференції, в складі делегації представників Грузії та Південно-Східного союзу виїхав 28 травня 1918 року через Поті в Констанцу і потім поїздом до Німеччини. 3 червня делегація прибула в Берлін. Після зустрічей з міністром закордонних справ Німеччини Р. фон Кюльманом, а потім з імператором Німеччини Вільгельмом II і офіцерами німецького Генштабу, Тундутов, як представник калмиків і астраханських козаків, разом з іншими представниками Південно-Східного союзу уклав договір про створення антибільшовицької армії з астраханських калмиків і козаків. Отримавши запевнення про допомогу, Тундутов через Варшаву і Київ прибув 11 червня в супроводі одного з лідерів київських монархістів — білогвардійців герцога Лейхтенбергского і свого старого соратника І. А. Добринська в Новочеркаськ, до донського отамана П. Н. Краснова, з посланням фельдмаршала Ейхгорна, командувача німецькими військами на Україні, про підтримку якнайшвидшого утворення Південно-Східного союзу.
У липні 1918 року очолив Астраханську армію, яка формувалася в той час за підтримки Дону, України та Німеччини.
У січні 1919 року в Ростові-на-Дону відбулося розширене засідання астраханського уряду, на якому Тундутов, за наполяганням Денікіна був позбавлений отаманського звання і відсторонений від справ. Виконувати обов'язки Військового отамана став прихильник А. І. Денікіна, голова астраханського уряду Н. В. Ляхов. 8 лютого 1919 року Данзан Тундутов подав у відставку.
У вересні 1919 року, знову повернувшись в калмицькі степи, Тундутов виступив з програмою розірвання договору з денікінським керівництвом астраханського козачого війська калмиків особливого калмицького війська закликав до повалення проденікінского керівництва яке дискредитувало себе політикою, що не відповідала інтересам калмицького народу. Виступи Тундутова сприяли усуненню протиріч між калмиками і астраханськими козаками, що відстоювали свої життя, власність і свою землю від вбивств, насильства, грабежів, самозахоплень і переділів земельних меж і їх об'єднання проти пробільшовицьки налаштованих селян Області війська Донського, Ставропольської і Астраханської губерній, які скориставшись безвладдям і анархією стали здійснювати дикі звірства, вбивства, насильства, грабіж власності та земельний переділ калмицьких і козацьких земель. Більшовики, граючи на власницьких інтересах заможної частини (куркулів) малоземельного іногороднього селянства (переселенців з України і Росії), розпалювали міжнаціональну ворожнечу і нацьковували іногородніх селян на козаків і калмиків, звинувачуючи їх у «контрреволюції».
У жовтні 1919 року на калмицькому з'їзді в Елісті Тундутов був заарештований представниками Денікіна і разом з Очірова був знову висланий Денікіним з території, яку займає ЗСПР.
Тундутов емігрував у Європу. У листопаді 1922 року, повіривши зверненням радянського уряду та листам генерала Брусилова А. А. до чинів Білої армії і піддавшись на обіцянки амністії, яку пропонувало колишнім офіцерам Білої армії і емігрантам, він повернувся в Росію і був заарештований Східним відділом ГПУ і після 17 днів ув'язнення був звільнений. Князь Данзан Тундутов намагався, подібно до свого знайомого генерал-лейтенанту Слащова Я. А. влаштуватися на службу, проте не отримав дозволу. 14 квітня 1923 року Данзан Тундутов був знову заарештований. Постановою судового засідання Колегії ГПУ від 2 серпня 1923  року Данзан Тундутов був засуджений до розстрілу. 7 серпня 1923 року Данзан Тундутов був розстріляний у дворі московської Яузської лікарні, яка в той час була відомчої лікарнею ГПУ. В даний час у дворі Яузської лікарні знаходиться Пам'ятник жертвам політичних репресій, розстріляним в 1921—1926 рр. На цьому камені закріплена табличка, на якій вказано ім'я Данзан Тундутова.
Після розстрілу Данзан Тундутова його дружина Ксенія Олександрівна, уроджена Брігер, дочка генерала російської імператорської армії Брігера, разом з сином Миколою повернулася до Німеччини. Генеральною прокуратури від 13 березня 1993 року, на підставі Закону Української РСР від 18 жовтня 1991 року, Данзан Тундутов був повністю реабілітований за відсутністю складу злочину.

## Пам'ять
Єпископ Елістінський і Калмицький Зосима в 2006 році заявив, що в його єпархії розпочався процес зарахування Данзан Тундутова до лику православних святих новомучеників і що Елістінская єпархія клопотатиме про канонізацію отамана Астраханського козачого війська Д.Тундутова. До 2006 року питання було на вирішенні у єпископа Зосими, тому що були дані, що Данзан Тундутов отримав у хрещенні ім'я «Дмитро».
Однак процес зарахування до лику святих був перерваний в 2006 році, в зв'язку з тим, що не було підтверджено факту прийняття Данзану Тундутовим православ'я.